# La Bénite Fontaine
 (avril 2019).
Si vous disposez d'ouvrages ou d'articles de référence ou si vous connaissez des sites web de qualité traitant du thème abordé ici, merci de compléter l'article en donnant les références utiles à sa vérifiabilité et en les liant à la section « Notes et références ».
La Bénite Fontaine est un sanctuaire marial, situé à la sortie de la ville de La Roche-sur-Foron (1,5 km), dans le département de la Haute-Savoie, en direction du village de Saint-Sixt. Il est l'un des plus importants lieux de pèlerinage consacré à la Sainte Vierge de l'ancien duché de Savoie. Bien que plus ancien que le sanctuaire marial de Lourdes, le site est parfois surnommé « la petite Lourdes savoyarde ».
La Bénite Fontaine est aussi une destination de promenade appréciée des communes environnantes de La Roche-sur-Foron, de Saint-Sixt, de Saint-Laurent, parfois de plus loin, venant faire provision d'eau à la sainte source.

## Histoire
L'origine est mal connue. Aucune preuve tangible ne nous donne des précisions. Par conjecture fort probable : origine vers 1542.

### 1542
- Peste noire venue de Genève.
- La population fut décimée à La Roche et dans tous les environs.
- Le nombre de morts fut considérable ⇒ création d'un nouveau cimetière.
- Les familles épouvantées s'enfuirent afin de se réfugier au creux d'un vallon.

Elles firent un choix judicieux, car les replis du terrain les protégèrent de la pestilence des environs ; de même, les sapins purifiaient l'atmosphère. On découvrit la présence d'une source, à mi-pente, dont l'eau était restée pure : rien ne l'avait contaminée. Selon la tradition, on raconte que ces familles, ayant trouvé refuge dans ce lieu, auraient invoqué la Sainte Vierge afin qu'elle les protège du fléau de la peste : Il est probable qu'un oratoire, dédié à la Sainte Vierge, fut alors construit. Lorsque la peste prit fin, les familles réfugiées quittèrent le vallon.

### 1586
Nouvelle épidémie de peste, encore plus terrible. Selon la tradition, il ne resta plus qu'un seul prêtre à la Collégiale Saint-Jean-Baptiste pour le service des morts, et plus qu'une seule survivante dans le village de Saint-Sixt. Comme 44 ans plus tôt, les habitants retournèrent chercher la protection du vallon. On retrouva alors la source et l'oratoire de la Sainte Vierge.
Voilà donc les origines traditionnellement retenues de la Bénite-Fontaine. Ce qui est certain est que ce lieu de dévotion n'est alors connu que des seuls habitants de La Roche et de Saint-Sixt.
Dès cette époque, et jusqu'en 1617, on nota 14 guérisons à la source bienfaitrice du vallon. Par la suite, elles furent rapportées à Saint François de Sales, prince-évêque de Genève, par le curé de La Roche. L'oratoire devint célèbre à partir de 1617, c'est-à-dire à partir de l'arrivée des Révérends pères capucins à La Roche. Ils construisirent leur couvent en partie sur les ruines de la forteresse des comtes de Genève.
- On sait donc qu'un petit oratoire existait avant 1617.
- Ces guérisons conduisirent à nommer ce lieu la "Bonne-Fontaine", puis la "Bénite-Eau" et enfin la "Bénite-Fontaine".

### La reconnaissance officielle de l’Église
Le 24 juin 1617, sans doute invité par le curé de La Roche, Saint François de Sales, prince-évêque de Genève, vint solenniser, par sa présence, la fête de la Saint Jean-Baptiste, patron de la paroisse. Le curé de La Roche est alors le Révérend François de Saint-Sixt, archidiacre de la Collégiale. Il entretient Saint François de Sales de la ferveur  populaire envers la Bénite Fontaine ainsi que des guérisons étonnantes obtenues. Saint François de Sales demeure très prudent face à un tel cas. On lui présente les 14 guérisons : le saint évêque de Genève les soumet au Conseil du Genevois (Conseil du duc de Genevois-Nemours).
Saint François de Sales demande au père Baranzano, professeur de sciences au collège Chapuisien d'Annecy, de soumettre l'eau de la Bénite-Fontaine à un examen pour l'analyser. Cela représente une très longue enquête. En 1619, Saint François de Sales était en voyage diplomatique à Paris (mariage du fils du duc de Savoie Charles-Emmanuel Ier - le futur duc Victor-Amédée Ier de Savoie - avec la fille du roi de France Henri IV - Christine de France) ; il prêcha le carême dans plusieurs églises de Paris ; il travailla à la fondation d'un monastère de la Visitation à Paris. Les nouvelles arrivèrent de Savoie : les 14 guérisons étaient avérées. Nous sommes en juin 1619.
Depuis Paris, Saint François de Sales demanda au curé de La Roche d'ériger, près de la source, une chapelle sous le vocable de Notre-Dame de la Visitation, ordre qu'il avait fondé le 6 juin 1610 avec sainte Jeanne de Chantal. Grâce aux aumônes des pèlerins, la chapelle fut construite. Elle mesurait 8,30 m x 6,30 m , + un parvis de 5,30 m. Elle était couverte de chaume. La source ne fut pas oubliée : l'eau fut recueillie dans une vasque de pierre ; un nouvel oratoire, plus important, fut construit. Saint François de Sales vint lui-même bénir la chapelle, la source et la statue de Notre-Dame de la Bénite-Fontaine.
- La statue de Notre-Dame de la Bénite-Fontaine est en bois polychrome, datée de 1620. Elle est préservée aujourd'hui en lieu sûr (une copie est installée dans la chapelle actuelle). Cette statue de la Sainte Vierge est très rare puisque la mère du Christ est ici sculptée enceinte.

Tous les travaux furent achevés en 1620. Le 24 octobre 1620, par un acte administratif, Saint François de Sales déclarait la chapelle dépendante de la paroisse de La Roche ; son service incombait au Chapitre de la Collégiale. Dès lors, le culte de Notre-Dame de la Bénite-Fontaine reçut une impulsion nouvelle. Chaque dimanche, les pèlerins venaient assister à la messe, comme cela est encore le cas aujourd'hui.

### La période de la Révolution française
Les troupes françaises entrèrent en Savoie le 22 septembre 1792 : 1re annexion de la Savoie à la France, jusqu'en 1815. Jusqu'en 1793, le clergé de La Roche desservit fidèlement le sanctuaire de la Bénite-Fontaine.
- 1793 : Constitution Civile du Clergé : les prêtres devaient prêter serment ou s'exiler.

Des mains prudentes retirèrent la statue de la Sainte Vierge : elle fut cachée dans une maison du quartier de Broÿs. Quelques mauvais sujets enfoncèrent la porte de la chapelle et la mirent au pillage. Le soir de ce même jour, 8 jeunes gens du village voisin de Saint-Sixt se rendirent au sanctuaire dévasté, afin d'en extraire l'autel de molasse pour le soustraire à toute profanation, puis le cachèrent en l'enfouissant dans le cimetière de Saint-Sixt, près des tombes de leurs ancêtres. Malgré ces sinistres événements, la dévotion à 'Notre-Dame de la Bénite-Fontaine se poursuivit.

### La période de la Restauration sarde
La paix religieuse revint avec le Concordat de 1801, signé entre Bonaparte et le Saint-Siège. La statue de N-D de la Bénite-Fontaine fut replacée dans l'oratoire. Mais la chapelle était en ruines. Un paroissien de La Roche, François Thabuis, dit Tantey,  se dévoua à la restauration du lieu marial : oratoire, source et chemins d'accès. Il mourut le 29 septembre 1859, âgé de 86 ans, en s'étant consacré jusqu'à sa mort à la restauration du sanctuaire.
Mgr Claude-Marie Magnin fut sacré évêque d'Annecy, le 11 juin 1861. Il donna une impulsion nouvelle à la Bénite-Fontaine : enfant, ses parents l'avaient amené à la Sainte Source pour demander sa guérison. Mgr Magnin était très attaché à ce lieu. Mgr Magnin fit part, au curé Gindre de La Roche, de sa volonté de restaurer le sanctuaire. Le père Gindre, âgé de 75 ans, était alors occupé à la restauration de la collégiale. Il confia donc cette tâche à l'un de ses vicaires, l'abbé Georges Révillard.

### La chapelle actuelle deMgrMagnin
Sans tarder, l'abbé Révillard se mit à l'œuvre. Le site étroit du vallon se prêtait alors mal à une forte affluence des pèlerins. On prit donc le parti d'élever une nouvelle chapelle sur le plateau. L'abbé Révillard fit acheter le terrain, vendu à bon compte par la bienveillance de son propriétaire : il faudra aplanir le lieu.
On donna à la nouvelle chapelle les mêmes dimensions ; elle fut construite dans le style courant de l'époque : le néo-gothique. Toutes les bonnes aides furent les bienvenues : elles furent nombreuses.
- 8 septembre 1861 : début des travaux (jour de la fête de la Nativité de la Vierge) : le terrain fut aplani ; De grands murs de soutènement furent élevés.
- 3 novembre 1861 : bénédiction et pose de la première pierre par le curé Gindre.
- Hiver 1861-1862 fut très doux : les travaux avancèrent sans relâche. Les pierres venaient du Salève.
- Mai 1862 : les murs étaient achevés.
- Juin 1862 : pose de la charpente du toit du clocher.
- 29 juin 1862 : un cortège de 8 000 pèlerins, parti de La Roche, accompagna la statue de bronze de Notre-Dame de Fourvière[réf. nécessaire] qui fut hissée au sommet du clocher.

À la base de la statue est gravée la phrase : "Ils m'ont établie gardienne de leur vallée."
- Des travaux divers furent entrepris pendant les derniers mois du chantier : nouvelle canalisation de la source ; déblayage des ruines de la première chapelle ; conservation des murs jusqu'à 1 m du sol, en souvenir de Saint François de Sales ; l'autel fut ramené du cimetière de Saint-Sixt et réinstallé à sa place primitive : il forme la base de l'oratoire actuel de saint Guérin.

Dans la nouvelle chapelle, on dressa le maître-autel offert par les prêtres originaires de La Roche. Les vitraux furent offerts par les religieux de La Roche : Collège Royal, capucins, sœurs de la Charité.
- En mai 1863, devant plus de 5 000 personnes, Mgr Magnin bénit le nouveau sanctuaire.
- 1863 : les 14 stations du chemin de Croix furent construites.
- 8 septembre 1863 : la cloche fut placée dans le campanile.
- 25 avril 1864 : un nouvel oratoire fut construit, lui aussi dans le style néo-gothique ; la statue de Notre-Dame de la Bénite Fontaine fut replacée dans ce nouvel oratoire.
- Mais 1865 : l'abbé Révillard fit placer la statue de saint Joseph à l'entrée du sanctuaire, au croisement avec la route de Chamboux : "Ite ad Mariam" = "Allez à Marie".
- 50 000 francs furent dépensés, à l'époque, pour la construction. Au début des travaux, on avait 5 francs en poche : l'air des cathédrales soufflait sur la Bénite-Fontaine. Puis vint la construction du presbytère.

L'abbé Révillard rendit son âme à Dieu le 4 janvier 1878 ; il repose dans la chapelle. Entre 1878 et 1904, l'abbé Dusonchet fit bâtir la sacristie ainsi que les bas côtés de la chapelle ; il fit aussi poser la balustrade de fer en avant de la chapelle.

### Le chanoine Joseph Chavanne: renouveau du sanctuaire auXXesiècle
- 6 novembre 1898 – 28 janvier 1946 (il meurt à 47 ans).
- Chanoine honoraire de la cathédrale d'Annecy. Professeur et directeur au Grand Séminaire d'Annecy.
- Recteur de la Bénite-Fontaine de 1938 à 1946.

Il entreprit de nombreux travaux, participant lui-même au travail avec les ouvriers : 
- Aménagement du vallon : la rivière est repoussée ; le terrain est aplani ; les abords de la source, de l'oratoire et de la première chapelle sont aménagés ;
- Construction de l'abri du pèlerin. Son inauguration a lieu le 3 octobre 1938.

Pendant l'occupation nazie, il cachait les Juifs et les réfractaires au STO, et il organisait leur passage clandestin vers la Suisse, prenant lui-même place à bord des voitures qui conduisaient les infortunés à la frontière.
Le chanoine Chavanne organisa le pèlerinage des rapatriés, le 8 septembre 1945 : 14 000 pèlerins répondirent à son appel.
Le 11 octobre 1946, ce fut le pèlerinage du "Grand Retour" : "assemblée innombrable" dit la presse de l'époque.
Il mit en place de nombreux groupes de prières et d'aumônerie à l'attention des ouvriers des usines du diocèse, ce qui lui conféra une aura exceptionnelle.
10 000 pèlerins dont 10 évêques et une centaine de prêtres furent présents à son enterrement, dont son ami, le futur cardinal Duval, qui fut sacré évêque à sa place, à cause de son décès. La presse, toutes tendances confondues, fit un très large écho à la disparition prématurée du chanoine Chavanne. Lorsque l'on chercha le lieu de sa sépulture, son aide, un ancien prisonnier de guerre allemand demeuré à son service, indiqua que le chanoine souhaitait être inhumé dans "sa" chapelle. Le préfet de Haute-Savoie, Irénée Revillard, était le seul à pouvoir donner cette autorisation : "Pour Chavanne, tout ce que vous voudrez... Les papiers viendront après".

## Infrastructures

### La chapelle

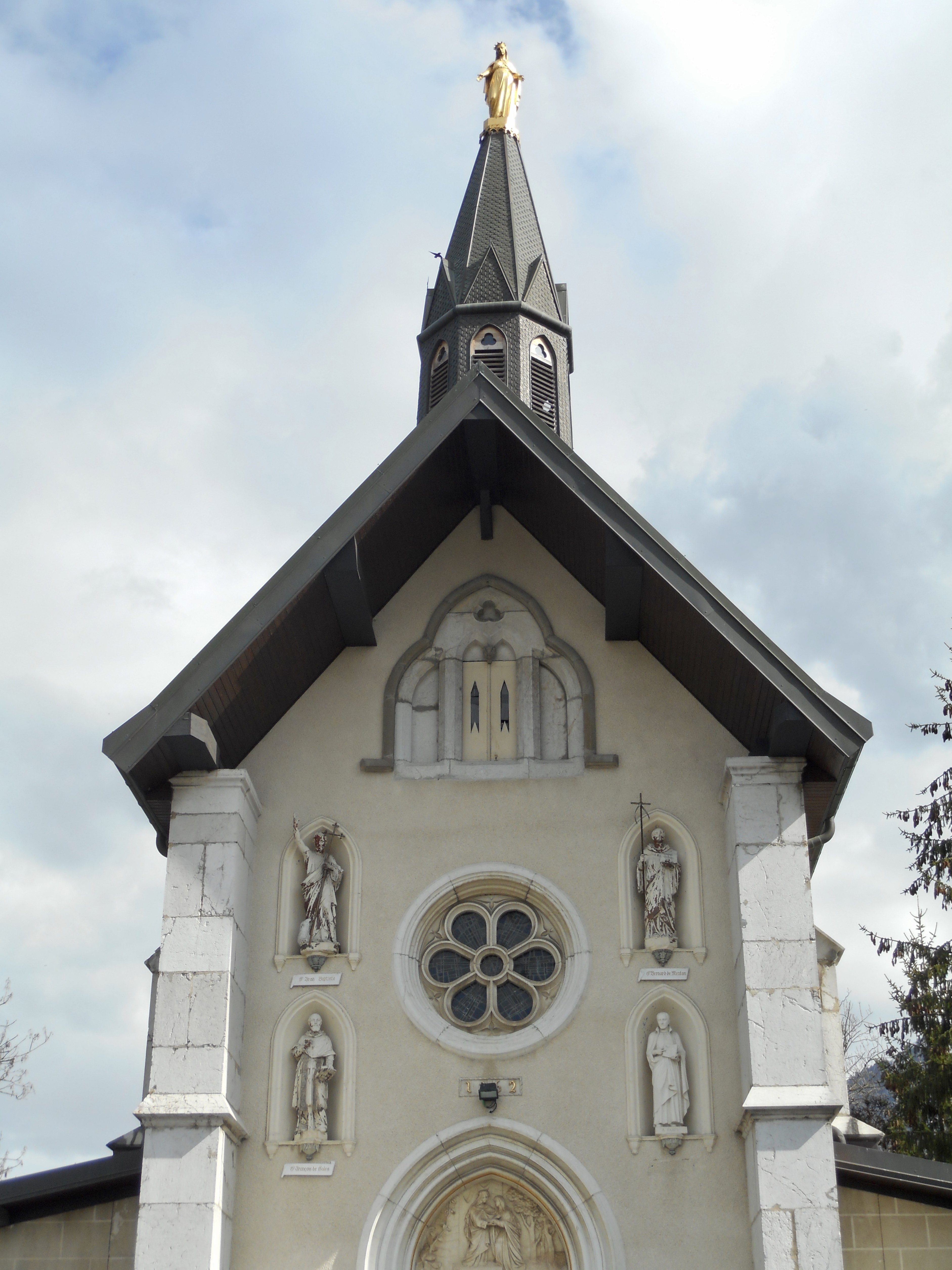
Façade de la chapelle.
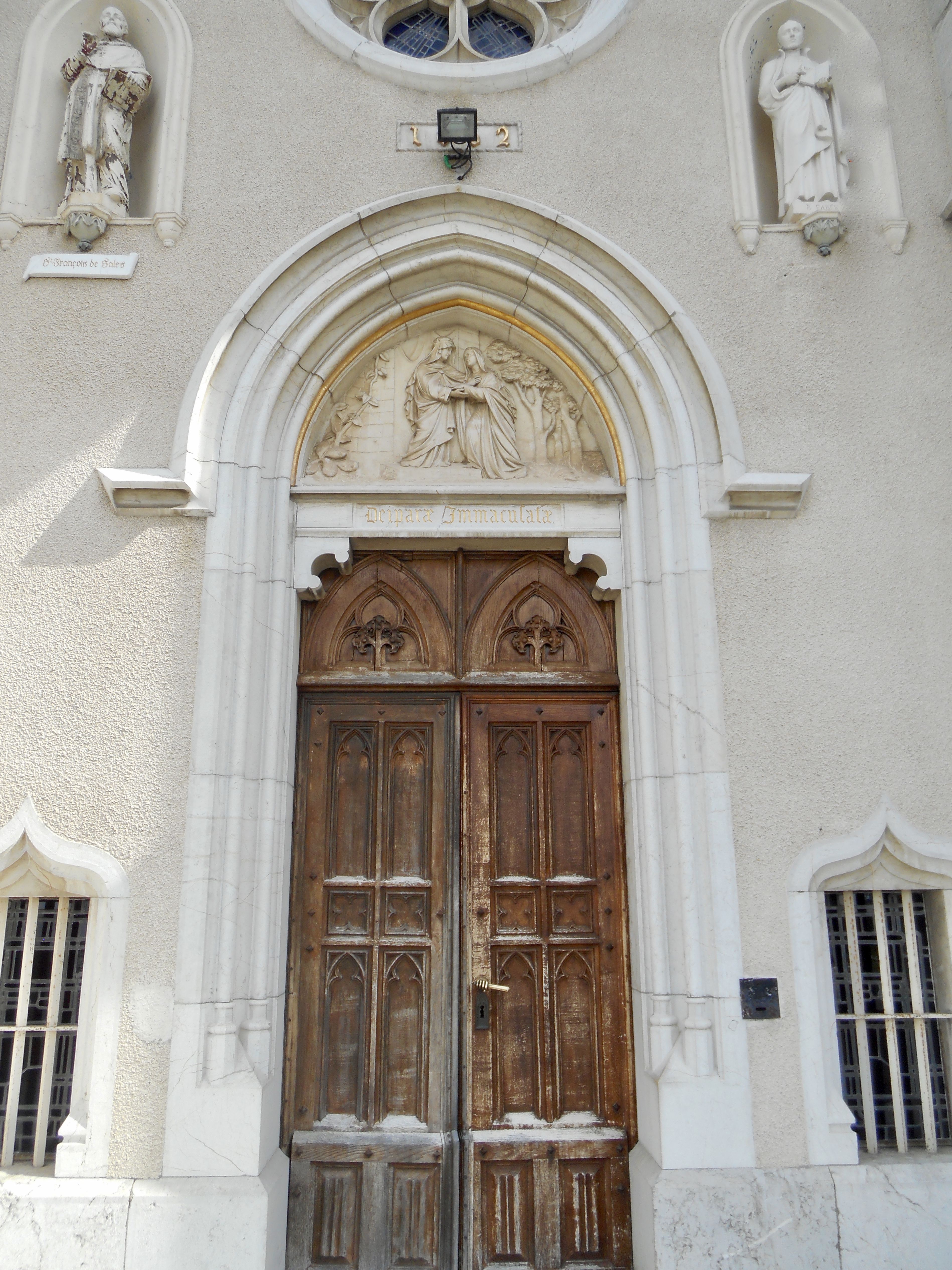
Porte de la chapelle.
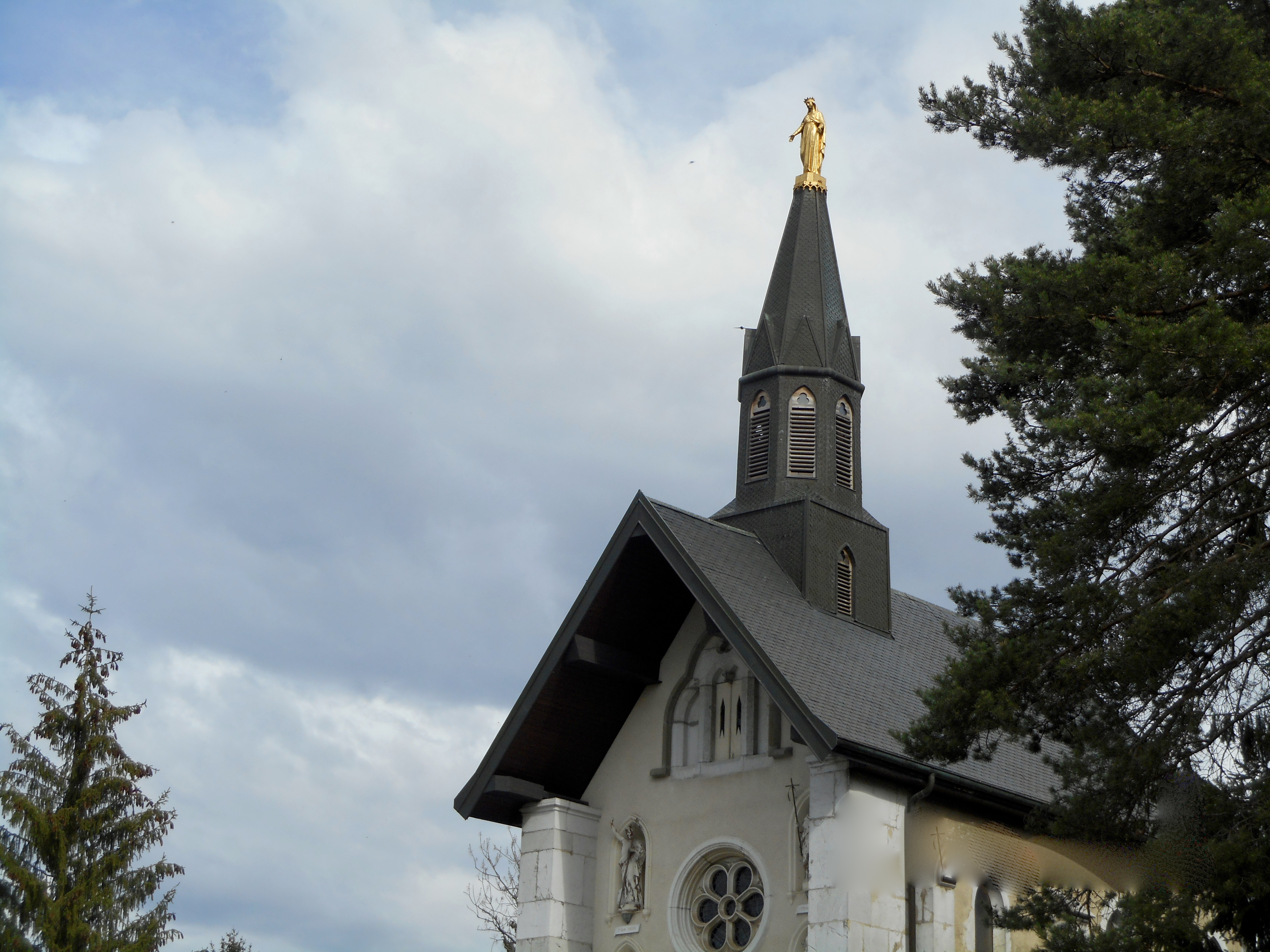
Façade et clocher de la chapelle.
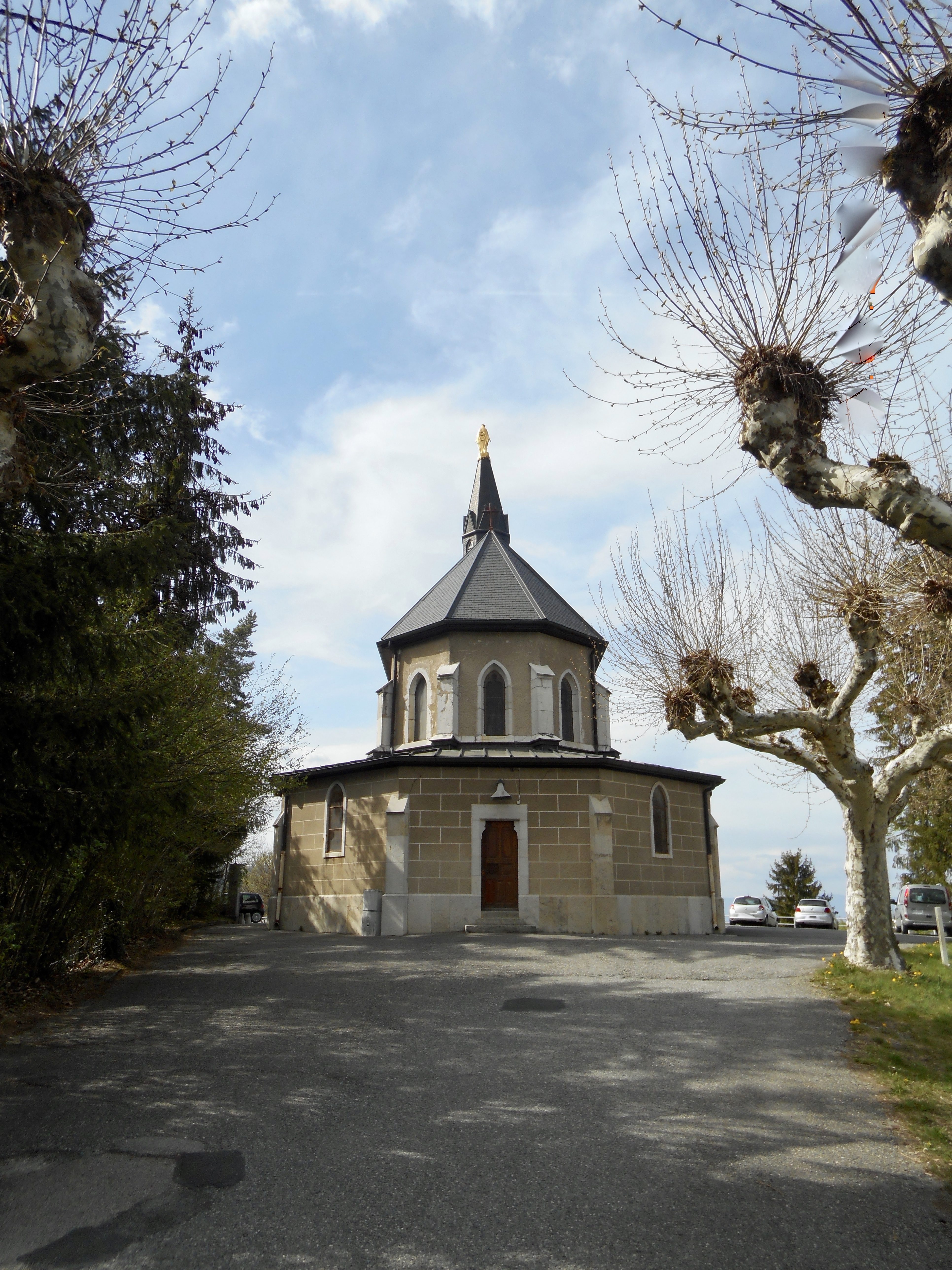
Arrière de la chapelle.

La chapelle construite dans le style néo-gothique du milieu du XIXe siècle. Les croisées d'ogives en plâtre ne servent que de décor. L'ancien décor néo-gothique couvrant les murs a aujourd'hui été remplacé par une peinture blanche. La table de communion fut démontée à la fin du XXe siècle. Il demeure des cartes postales en noir et blanc et quelques documents d'archives qui rappellent ces décors néo-gothiques.

### Hébergements

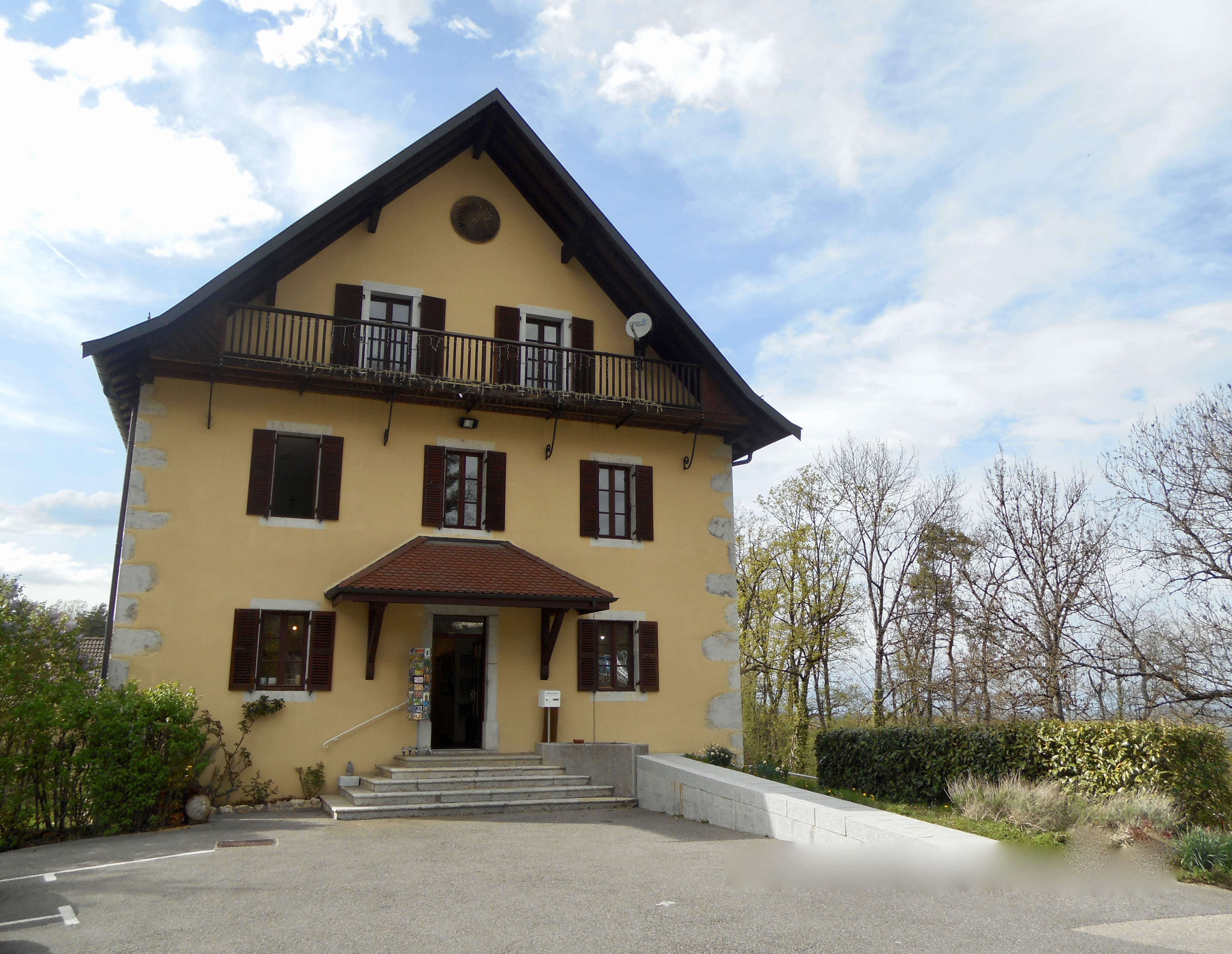
Immeuble accueil et boutique.
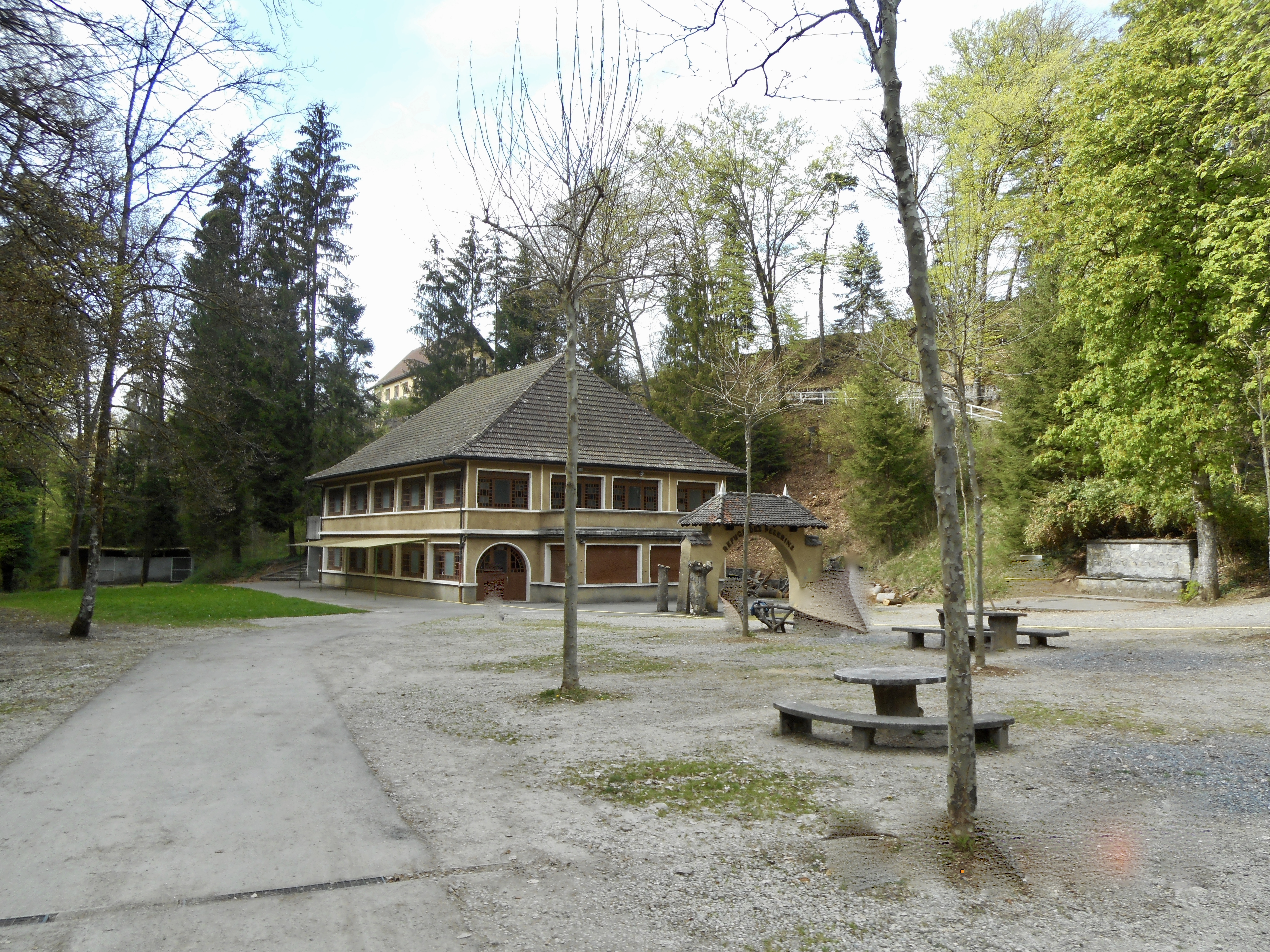
Refuge des pèlerins.
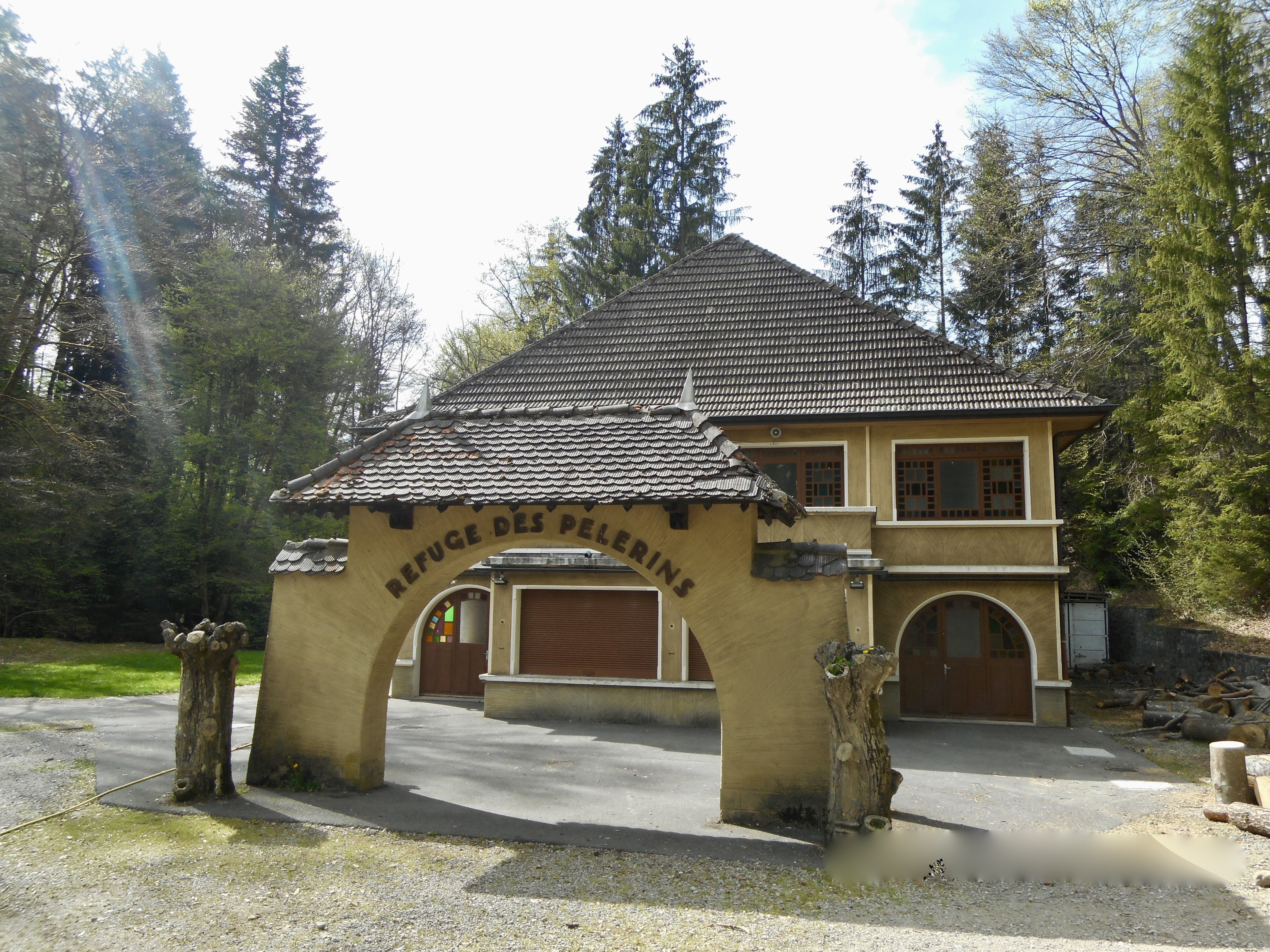
Refuge des pèlerins.
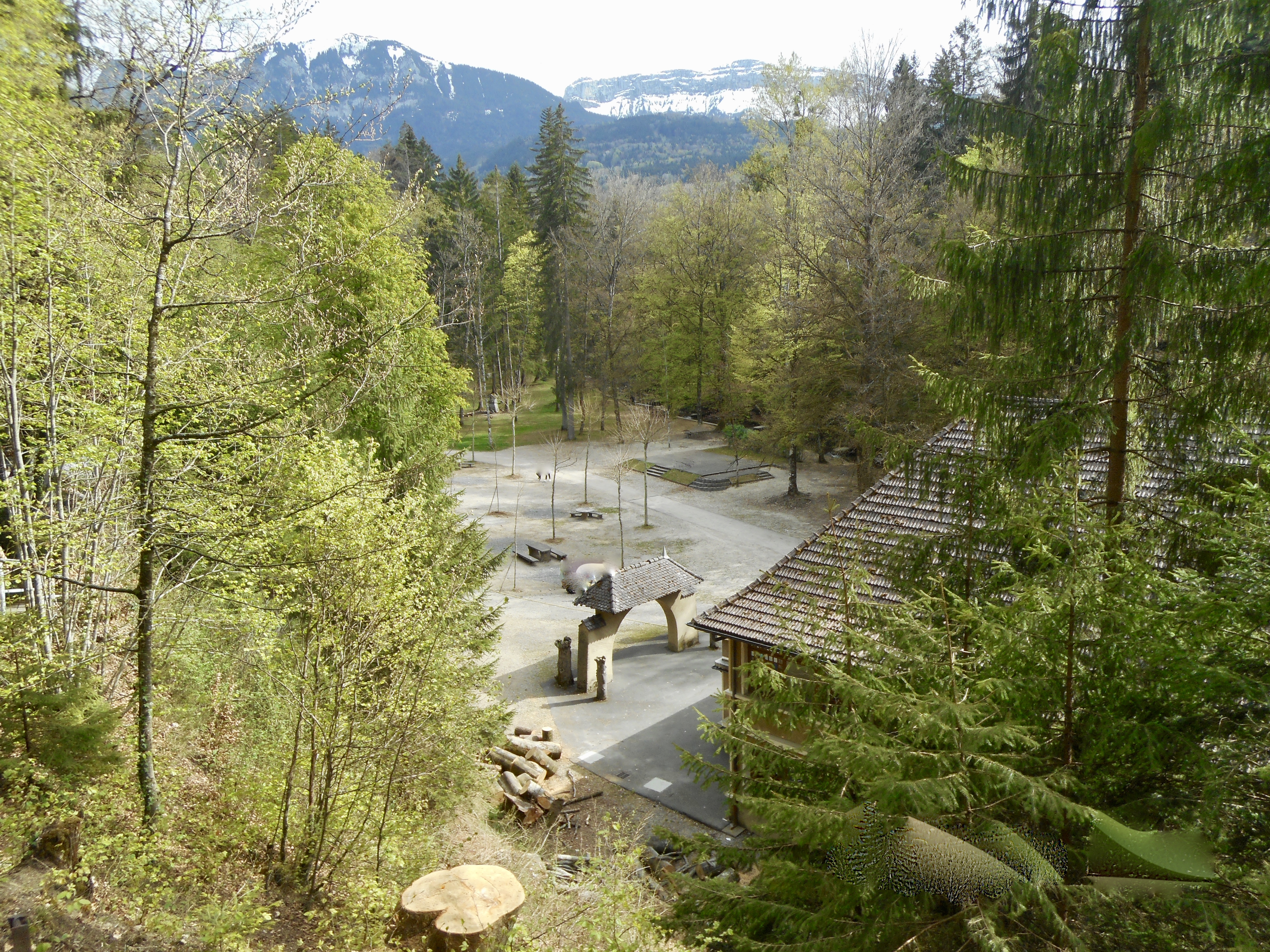
Site.

## Eau de la Bénite Fontaine

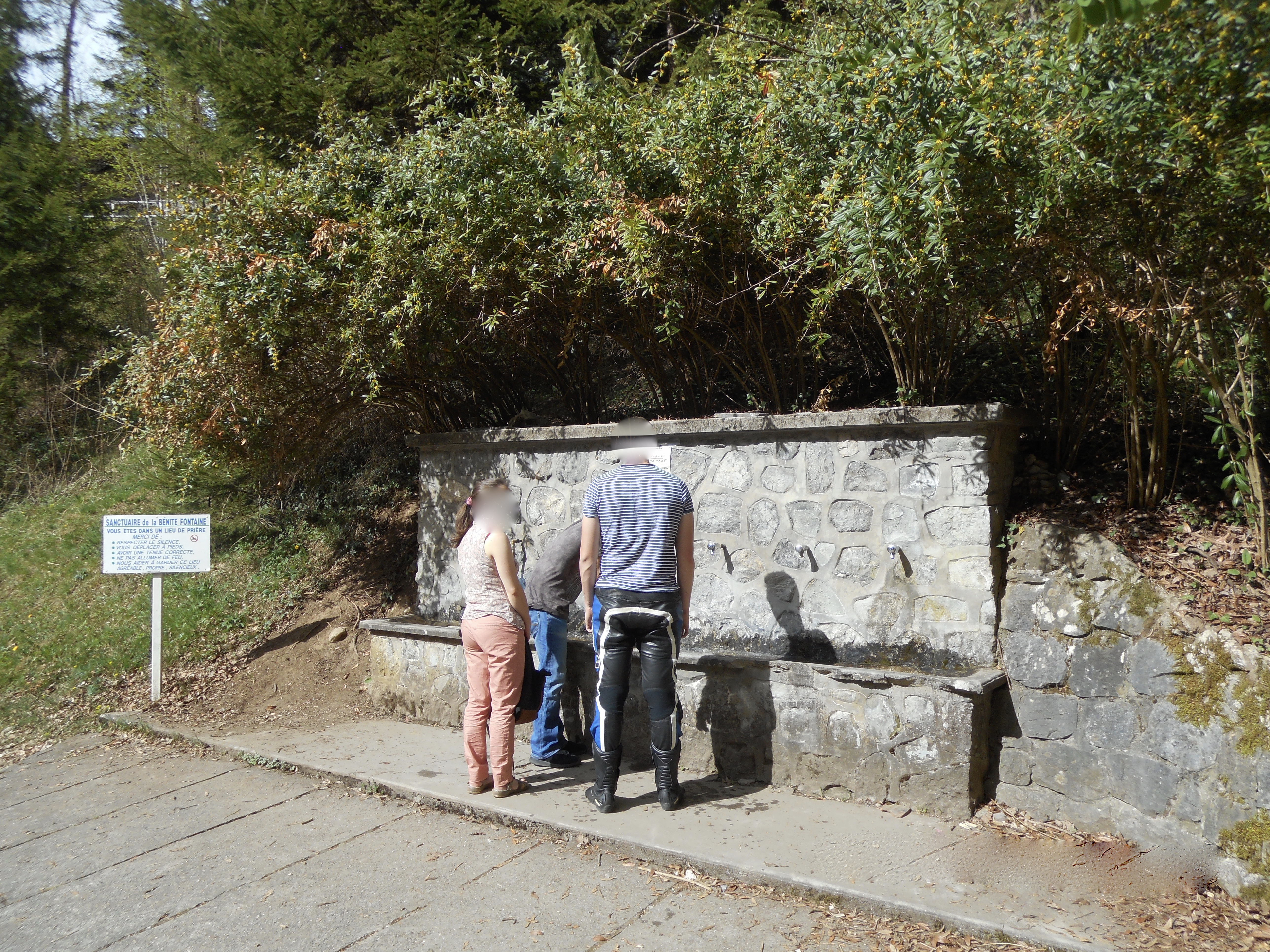
Pèlerins devant la source.
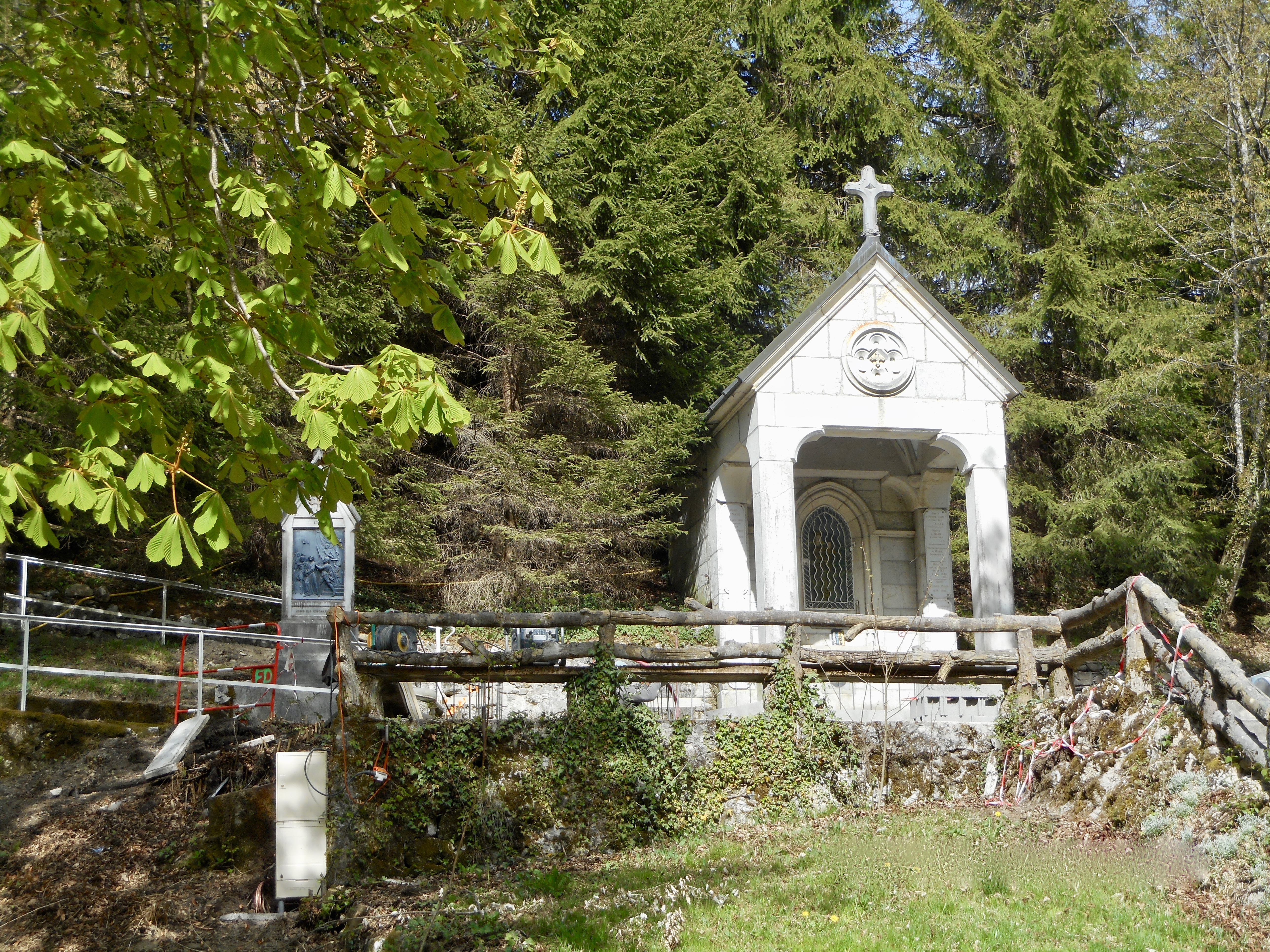
Source sacrée.